# František Weyda
František Weyda (* duben 1949 Praha) je český biolog, entomolog, pedagog a fotograf, specializující se na mikroskopii a zobrazování mikrosvěta.

## Vzdělání a akademická kariéra
Weyda vystudoval entomologii na Přírodovědecké fakultě Univerzity Karlovy v Praze. Od roku 1973 pracoval v Entomologickém ústavu Akademie věd ČR v Českých Budějovicích, kde se zaměřoval na studium ultrastruktury hmyzu a roztočů. Působil také v laboratořích v Evropě a USA. Později přednášel na Přírodovědecké fakultě Jihočeské univerzity v Českých Budějovicích. Vyučuje budoucí včelaře.

## Vědecká a pedagogická činnost
Jeho hlavním vědeckým zájmem je studium ultrastruktury hmyzu a roztočů pomocí elektronové mikroskopie. Vyvinul digitální techniky pro biologické aplikace a podílel se na popularizaci vědy, například jako člen Rady pro popularizaci vědy při Akademii věd ČR.

## Fotografická tvorba
Weyda je známý svými fotografiemi mikrosvěta, které pořizuje pomocí různých technik, včetně elektronových mikroskopů. Tyto snímky často barevně upravuje, aby zvýraznil detaily a přiblížil je širší veřejnosti. Své práce vystavoval na řadě výstav, například v Malé galerii vědeckého obrazu na Matematicko-fyzikální fakultě Univerzity Karlovy.

## Popularizace vědy
Kromě výstav se podílel na tvorbě populárně-vědeckých filmů a dokumentů, jako je Ips typographus – chcete mě?, oceněný hlavní cenou na Academia Film Olomouc 2000, a Louže (2004). Jeho práce přispívá k propojení vědeckého poznání s estetickým vnímáním světa.